# علي باي بن بابا علي
علي باي بن بابا علي أو علي باي بن يوسف هو باي قسنطينة وحاكم بايلك الشرق ضمن أيالة الجزائر في العهد العثماني. امتد حكمه بين سنتي 1807 و1808 ليخلفه فيما بعد أحمد شاوش القبايلي.